# Lotuko

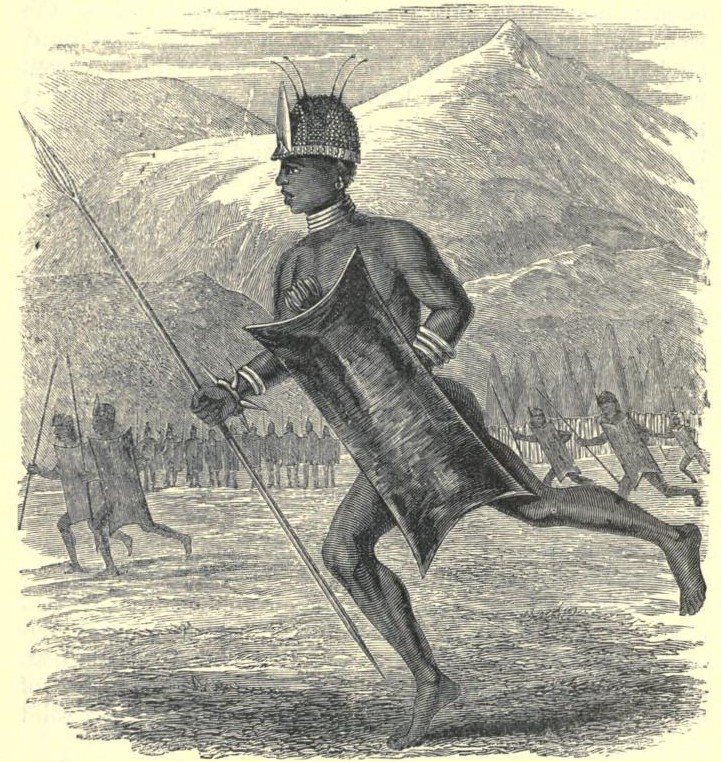
Wódz Lotuko Commoro biegnący do walki

Lotuko (inaczej: Lotuho, Lotusko lub Latuka) – lud zamieszkujący okolice Torit w Sudanie Południowym, mówiący jednym z języków wschodniosudańskich, należących do rodziny nilo-saharyjskiej (dawniej klasyfikowanych w podrodzinie szari-nilockiej).
Według spisu z 1983 roku w 16 wsiach i w Torit mieszkało ok. 69–70 tys. Lotuko. Uprawiają proso, kukurydzę, orzeszki ziemne oraz tytoń, hodują także dużą liczbę bydła. Mieszkają w dużych, liczących często kilkaset zagród osadach. Nie mają scentralizowanego wodzostwa, natomiast uznawana jest władza dziedzicznych „zaklinaczy deszczu”, z których każdy sprawuje rytualną i polityczną władzę nad jednym z dziewięciu obszarów deszczu. Lotuko dzielą się na wiele rodów patrylinearnych, których rozmieszczanie nie pokrywa się z obszarami deszczu.